# Arthonia faginea
Arthonia faginea är en lavart som beskrevs av Johannes Müller Argoviensis. Arthonia faginea ingår i släktet Arthonia, och familjen Arthoniaceae. Arten är reproducerande i Sverige.